# Here We Are (film)
Pour les articles homonymes, voir Here We Are.
Pour plus de détails, voir Fiche technique et Distribution.
Here We Are est une comédie dramatique américaine écrite, coproduite et réalisée par David Bellarosa, sortie en 2017. Il s'agit du premier long-métrage du réalisateur-scénariste.

## Synopsis
Un jeune scénariste, à la fois ambitieux et talentueux, vit coincé dans son camping-car en panne à Austin et cherche à s'en sortir depuis que sa petite amie, interprète de langue des signes, l'a quittée pour un champion sourd. Un jour, il rencontre une jeune femme dynamique…

## Fiche technique
Sauf indication contraire, les informations mentionnées dans cette section peuvent être confirmées par la base de données cinématographiques IMDb,  présente dans la section « Liens externes ».
- Titre original : Here We Are
- Réalisation et scénario : David Bellarosa
- Direction artistique : David Bellarosa
- Décors : Beau Harris
- Costumes : Devon McDermott
- Photographie : Drew Daniels
- Montage : David Bellarosa
- Production : Beau Harris, T.J. Larson et Will Rimmer

Production déléguée : Anthony Bellarosa, David Bellarosa, Adam Best, Theodore Cassera, Penny DePalma, Stephen DePalma et Darin Szilagyi
Coproduction : Jaytyler Ferretti, Ben Oliver et Wilson Smith
- Société de production : Lonely Giant Productions
- Pays d'origine :  États-Unis
- Langues originales : anglais, langue des signes américaine
- Format : couleur
- Genre : comédie dramatique
- Durée : 108 minutes
- Date de sortie : 
  - États-Unis : 28 octobre 2017 (Festival international du film d’Austin)

## Distribution
- Alex Dobrenko : Andy
- Olivia Grace Applegate : Misty
- Chase Joliet : Travis
- David Bellarosa : Ben
- Russell Harvard : Trevor
- Amanda Hays : Haley
- Cameron Fuller : Ray
- Jaytyler Ferretti : l'infirmier Don
- Robert Chavez : Jesus
- Mattias Marasigan : Domingo
- Michael Maponga : Adebola
- Sam Stinson : Chester
- Darwin Miller : Treetop
- Rebekka Bryant : Paula
- Marian Aynesworth : Suzeann

## Production

### Développement
David Bellarosa rédige le scénario en s'inspirant de son vécu à Austin, avec ses amis. Pour réaliser son premier film dont l'objectif du budget demande 26 000 dollars, il s'inscrit à Kickstarter sur lequel il présente son projet et, grâce aux internautes qui l'ont financés, y gagne plus que prévu : 30 410 dollars.

### Tournage
Le tournage a lieu à Austin, capitale du Texas.

## Accueil
Festival
Here We Are est sélectionné et présenté au festival international du film d’Austin, le 28 octobre 2017.